# Cerianthula
Cerianthula is een geslacht van neteldieren uit de klasse van de Anthozoa (bloemdieren).

## Soorten
- Cerianthula atlantica Van Beneden, 1924
- Cerianthula benguelaensis Leloup, 1964
- Cerianthula braemi Carlgren, 1924
- Cerianthula canariensis Carlgren, 1924
- Cerianthula carlgreni Calabresi, 1927
- Cerianthula lauriei Leloup, 1964
- Cerianthula mediterranea Beneden, 1897
- Cerianthula melo (Van Beneden, 1897)
- Cerianthula michaelsarsi Carlgren, 1924
- Cerianthula multiseptata Leloup, 1964
- Cerianthula ommanneyi Leloup, 1964
- Cerianthula polybotrucnidiata Leloup, 1964
- Cerianthula rayneri Leloup, 1964
- Cerianthula spinifer (Van Beneden, 1897)